# Barbula rotundifolia
Barbula rotundifolia là một loài Rêu trong họ Pottiaceae. Loài này được (Hartm.) T. Jensen mô tả khoa học đầu tiên năm 1856.